# Muddy, Brass & the Blues
Muddy, Brass & the Blues è un album in studio del musicista statunitense Muddy Waters, pubblicato nel 1966.

## Tracce
1. Corine, Corina (Bob Miller) – 3:38
2. Piney Brown Blues (Pete Johnson, Big Joe Turner) – 3:16
3. Black Night (Jessie Mae Robinson) – 3:22
4. Trouble in Mind (Richard M. Jones) – 2:51
5. Going Back to Memphis (Will Shade) – 2:40
6. Betty and Dupree (Chuck Willis) – 3:04
7. Sweet Little Angel (Robert Nighthawk) – 3:33
8. Take My Advice (Jesse Anderson, Gene Barge) – 2:56
9. Trouble – 2:26
10. Hard Loser (McKinley Morganfield) – 3:05

## Formazione
- Muddy Waters – voce, chitarra
- James Cotton – armonica
- Otis Spann – piano
- James ‘Pee Wee’ Madison – chitarra
- Sam Lawhorn – chitarra
- Calvin Jones – basso
- Willie Smith – batteria
- Gene Barge – sassofono